# إرنست جاي
إرنست جاي (بالإنجليزية: Ernest Jay)‏ هو ممثل بريطاني (وحمل سابقاً جنسية المملكة المتحدة لبريطانيا العظمى وأيرلندا)، ولد في 18 سبتمبر 1893 بلندن في المملكة المتحدة، وتوفي بنفس المكان في 8 فبراير 1957.

## وصلات خارجية
- إرنست جاي على موقع IMDb (الإنجليزية)
- إرنست جاي على موقع ألو سيني (الفرنسية)
- إرنست جاي على موقع أول موفي (الإنجليزية)
- إرنست جاي على موقع قاعدة بيانات برودواي على الإنترنت (الإنجليزية)
- إرنست جاي على موقع قاعدة بيانات الأفلام السويدية (السويدية)
- إرنست جاي على موقع قاعدة بيانات الفيلم (الإنجليزية)
- إرنست جاي على موقع كينوبويسك (الروسية)